# Stan (canción)
«Stan» es una canción del rapero estadounidense Eminem en colaboración de la cantante británica Dido. Fue el tercer sencillo del álbum de Eminem The Marshall Mathers LP. El sencillo alcanzó la primera posición en las listas de popularidad del Reino Unido y Australia. La versión original y una versión en vivo de Eminem junto a Elton John fueron incluidas en el álbum recopilatorio de 2005 Curtain Call: The Hits. La canción, producida por DJ Mark the 45 King y Eminem, realiza un sample de las primeras líneas de la canción de Dido «Thank You». 
«Stan» es una de las canciones con mejores críticas de Eminem. La revista Rolling Stone clasificó a la canción en la posición #290 de su lista de Las 500 mejores canciones de todos los tiempos. El crítico Robert Christgau la nombró la segunda mejor canción de la década de los 2000.

## Composición
«Stan» cuenta una historia con hechos ficticios sobre un fanático obsesionado con Eminem que le escribe varias cartas sin recibir respuesta. Eminem, en sus tres primeras estrofas, canta como Stan, mientras que en la cuarta canta como él mismo respondiendo a Stan. Al final de la última estrofa, Eminem se da cuenta de que Stan se había suicidado, tratando de asesinar a su novia embarazada en el proceso. 
En el 2017 la palabra "Stan" fue incluida en el Oxford English Dictionary y definida como "un fanático demasiado entusiasta u obsesivo de una celebridad en particular". La definición fue inspirada en este sencillo.

## Video musical
El video musical fue dirigido por Phil Atwell y Dr. Dre y fue filmado en California. El video representa la historia narrada en la canción. El actor canadiense Devon Sawa protagonizó el video como Stan, un fan obsesionado con Eminem, y la cantante Dido, quien canta el coro, interpreta a su novia. Además, el hermano pequeño de Eminem, Nathan Mathers (quien en ese momento tenía 14 años), apareció en el videoclip interpretando al hermano pequeño de Stan. Jane Yamamoto, quien ya había aparecido en el video de Forgot About Dre, realizó un cameo en el video. El video recibió críticas positivas[cita requerida] destacando que es uno de los pocos videos de Eminem donde este no interpreta el papel protagónico.

## Lista de canciones
Sencillo en CD
| N.º | Título            | Escritor(es)                        | Duración |  |
| 1.  | «Stan» (con Dido) | D. Armstrong, M. Mathers, P. Herman | 6:44     |  |

Sencillo en CD del Reino Unido
| N.º | Título                                            | Escritor(es)                        | Productor(es)                       | Duración |  |
| 1.  | «Stan» (versión radial)                           | D. Armstrong, M. Mathers, P. Herman | The 45 King, coproducida por Eminem | 5:36     |  |
| 2.  | «Guilty Conscience» (versión radial con disparos) | A. Young, M. Mathers, R. Stein      | Dr. Dre, Eminem                     | 3:19     |  |

## Posición en las listas musicales
| Lista (2000)                                      | Mejor posición |
| ------------------------------------------------- | -------------- |
| Australia (Australian Singles Chart)              | 1              |
| Estados Unidos (Billboard Hot 100)                | 51             |
| Estados Unidos (Billboard Hot R&B/Hip-Hop Songs)  | 36             |
| Estados Unidos (Billboard Rhythmic Airplay Chart) | 9              |
| Estados Unidos (Billboard Top 40 Mainstream)      | 33             |
| Estados Unidos (Billboard Top 40 Tracks)          | 34             |
| Irlanda (Irish Singles Chart)                     | 1              |
| España (PROMUSICAE)                               | 3              |
| Dinamarca (Tracklisten)                           | 1              |
| Finlandia (Suomen virallinen lista)               | 1              |
| Francia (Listas musicales de Francia)             | 3              |
| Italia (Listas musicales de Italia)               | 1              |
| Países Bajos (Nederlandse Top 40)                 | 3              |
| Nueva Zelanda (New Zealand Singles Chart)         | 14             |
| SueciaSverigetopplistan                           | 3              |
| Suiza (Swiss Record Charts)                       | 1              |
| Reino Unido (UK Singles Chart)                    | 1              |
| Bélgica, Valonia (Ultratop 40)                    | 2              |
| Bélgica, Flandes (Ultratop 50)                    | 3              |
| Noruega (VG-lista)                                | 3              |
| Austria (Ö3 Austria Top 40)                       | 1              |

| Lista (2000-2009)              | Posición |
| ------------------------------ | -------- |
| UK Top 100 Songs of the Decade | 21       |